# Correjanes
Correjanes (llamada oficialmente San Pedro de Correxais) es una parroquia y un lugar del municipio español de Villamartín de Valdeorras, en la provincia de Orense, Galicia.

## Toponimia
La parroquia también es conocida por el nombre de San Pedro de Correjanes.

## Organización territorial
La parroquia está formada por tres entidades de población, constando dos de ellas en el nomenclátor del Instituto Nacional de Estadística español:
- Correxais
- Penouta
- Vilanova

## Demografía

### Parroquia
| Gráfica de evolución demográfica de Correjanes (parroquia) entre 2000 y 2023 |
|                                                                              |
| Datos según el nomenclátor publicado por el INE.                             |

### Lugar
| Gráfica de evolución demográfica de Correxais (lugar) entre 2000 y 2023 |
|                                                                         |
| Datos según el nomenclátor publicado por el INE.                        |

## Patrimonio
Convento de Trinitarios del siglo XVIII. Fue el único elemento de difusión cultural de la Comarca de Valdeorras, durante muchos años del mencionado siglo. La Iglesia del Convento se encuentra bien conservada y hace pocos años fue restaurada por el párroco de Villamartín que tiene a su cargo el pueblo de Correxais.

### Historia del Convento de Correjanes
El 29 de octubre de 1698, el Conde de Rivadavia, don Álvaro Sarmiento de Mendoza, concede licencia para que los religiosos descalzos de los trinitarios se establezcan en Valdeorras, porque era muy necesaria para el bien de sus vasallos, tanto en lo espiritual como en lo temporal, para el alivio de sus conciencias y consuelo de sus almas, para la enseñanza pública y buena crianza, todo lo cual ellos deben solicitar y él fomentar.
Iglesia de Correxais.

“Acudiendoseme representado por parte dela Sagrada Relixion de descalços dela Orden dela Santíssima Trinidad Redempcion de Captiuos , y en su nombre , hauiendo pareçido ante mí El P. Fr. Josreph dela Santíssima Trinidad Predicador de dicha Sagrada Relixion , y poder hauiente della y ynformándome como en la mi Jurisdicción del Valle de Valedorres , apedimiento delos naturales del dicho Valle mis Vasallos , prendía dicha Sagrada Relixion Fundar un Convento desu orden ; Paralo qual es necesaria mi licencçia como de Señor que soy de dicho valle ; haçiendome esta suplica en deuida forma y yo atendiendo aque era obra muy conforme al Agrado y seruiçioo de Dios nuestro Señor y desu Madre Santíssima , y que es muy necesaria para el vien demis Vassallos , assi enlo spiritual como enlo temporal , pues no menos les aprouechara , para el aliuio desus conçiençias y consuelo desus almas, ; que para la enseñança publica y buena crianza, todo loqual ellos deuen solicitar. Y yo como Señor fomentar . Por reconocerme ami Zierta mente esta...Utilidad en el logro dela tal fundación = Por tantom hauiendo mirado y considerado esta pretensión y Suplica de dicha Sagrada Religión con el maduro Juicio que en tales casos en neçesario , doy en el nombre de la Santísima Trinidad, Padre, hijo, y Spiritu Santo yasu mayor onrra y gloria, toda mi facultad y liçençia , quanta en este casso se neçesaria por lo que ami toca , para en dicha mi Jurisdicción , y en cualquiera parte de dicho mi Valle se funde un Convento de dicha Sagrada Relixion de descalços de la Santíssima Trinidad, Redempçion de Captiuos”

El P. José de la Santísima Trinidad, predicador de la citada orden, solicita del conde licencia para fundar el convento en el lugar de Correxáis. El conde se la concede, con fecha 12 de diciembre de 1725, con una serie de condiciones, entre las cuales figura la que dice “Los frailes quedan obligados a enseñar en el Convento gramática, artes y moral, así como asistir al confesionario, ayudar a bien morir a los enfermos y administrar los sacramentos”.
El 11 de noviembre de 1727 dieron comienzo las clases en el Convento de Trinitarios de Correxais. El Padre Fray Francisco de San Andrés enseñaba los principios elementales de lógica (Súmulas) a doce alumnos. Fray Pedro enseñaba Teología Moral y don Francisco Ares do Vao, cura de Correxais, enseñaba Gramática. Estas enseñanzas eran todas las disciplinas del momento.
Posteriormente, para justificar algunas adquisiciones efectuadas por el Convento, en contra de una de las cláusulas de la licencia,” los frailes no tienen poder de heredar bienes raíces y especialmente los de foro ni sobre ello han de poder formar Pleito”, los frailes, entre otras razones, dicen: “ No se puede negar que continuamente mantenemos tres Maestros de Gramática, Filosofía y Moral, siendo discípulos nuestros quasi todas las personas destos contornos, que siguieron la carrera literaria en dichas facultades, con cuio beneficio se han hecho muchos sacerdotes que no lo fueran, siendo bastante numeroso el concurso, no obstante la infidelidad del lugar”
Entre otros, fue alumno de Correxais el eminente jurista, natural de Rubianes, D. Benito Arias de Prada.

## Festividades
- Las Candelas: 2 de febrero.
- Ruta dos Viños: Viernes Santo.
- San Pedro (patrón de la parroquia): 29 de junio.